# دهستان خلازیر
دهستان خلازیر، نام دهستانی در بخش آفتاب شهرستان تهران، استان تهران در ایران است. بر اساس سرشماری مرکز آمار ایران در سال ۱۳۹۵، جمعیت آن ۲۰.۰۰۴ نفر (۵۸۱۰ خانوار) بوده‌است.